# Enteropneusta
Classe
Les Entéropneustes (Enteropneusta) sont une classe de vers marins de l'embranchement des hémichordés.

## Étymologie
Leur nom est formé des mots grecs entero (« intestin ») et pneu- (préfixe pour « respirer »).

## Description

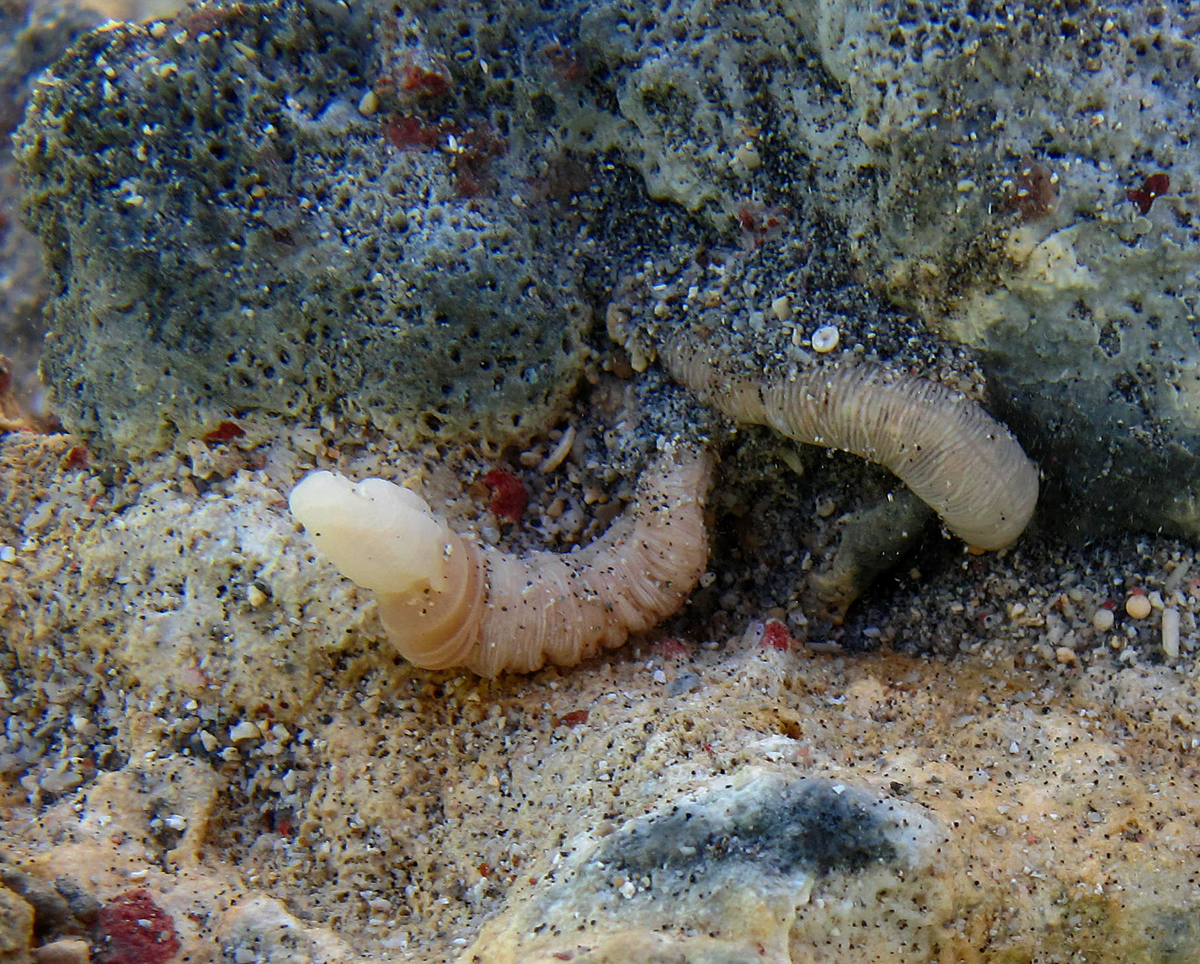
Un ver entéropneuste de la famille des Ptychoderidae, dans son environnement naturel à La Réunion.

Le corps des Entéropneustes est divisé en trois parties : le proboscis, le col et le tronc. Leur système circulatoire est ouvert (comme les échinodermes), et leur système digestif est assez avancé, quoique équipé de muscles très peu développés (la nourriture est essentiellement poussée par l'épiderme cilié). La respiration est assurée par des fentes branchiales ouvertes dans le pharynx (d'où le nom d'entéropneuste : les poumons dans l'intestin).
Certaines espèces peuvent atteindre jusqu'à 2,50 m de long.

## Biologie
Les entéropneustes sont essentiellement visibles par les imposants tas de déjections que les gros individus expulsent du sable, formant des boudins de sable fin aggloméré.
Certaines espèces peuvent se déplacer sur de longues distances, tout en étant capables de s'enfouir dans les sédiments pour se cacher des prédateurs.
Certains utilisent leur intestin comme ballast, le remplissant de sédiments ou le vidant selon qu'ils veulent se poser sur le fond marin ou flotter dans l'eau et dériver avec les courants. L'un d'eux a été vu à 20 mètres au-dessus du fond marin,.
Le proboscis sécrète un mucus qui bloque les proies, ce qui permet par la suite de les avaler.

Anatomie d'un Saccoglossus sp.

## Reproduction
La reproduction se fait sur les plages et la ponte se fait en mer. On obtient alors des larves planctoniques pélagiques.

## Habitat
Bien qu'étudiés de façon extensive à cause de leur proximité avec les Chordata (voir les Hemichordata), on a longtemps cru qu'ils ne vivaient que dans l'estran et les eaux peu profondes (zones accessibles aux humains), et enterrés. Une étude publiée en 2011 montre qu'il en existe de nombreuses espèces dans les fonds marins, et qu'ils sont des membres importants des communautés épibenthiques des eaux profondes.

## Phylogénie
On a longtemps placé dans la classification du vivant les hémichordés à la base des chordés, mais on les pense désormais plus proches des échinodermes, les ares étant particulièrement ressemblantes. 
Malgré leur grande diversité morphologique, la plupart des entéropneustes des eaux profondes forment un clade unique (la famille remaniée des Torquaratoridae) sur la base de leurs séquences d'ARNr et la morphologie du squelette de leur proboscis et de leur stomochorde. La phylogénie des torquaratoridae indique que ce groupe a commencé par évoluer à partir d'ancêtres vivant dans des eaux marines peu profondes, pour ensuite rayonner abondamment dans les eaux profondes.
La classe des entéropneustes n'est pas monophylétique, mais les familles de cette classe le sont.

## Liste des familles
Selon ITIS (4 mars 2016) :
- famille Harrimaniidae Spengel, 1901
- famille Ptychoderidae Spengel, 1893
- famille Spengelidae Willey, 1899
- famille Torquaratoridae Holland, Clague, Gordon, Gebruk, Pawson & Vecchione, 2005
- Enteropneusta incertae sedis

## Galerie

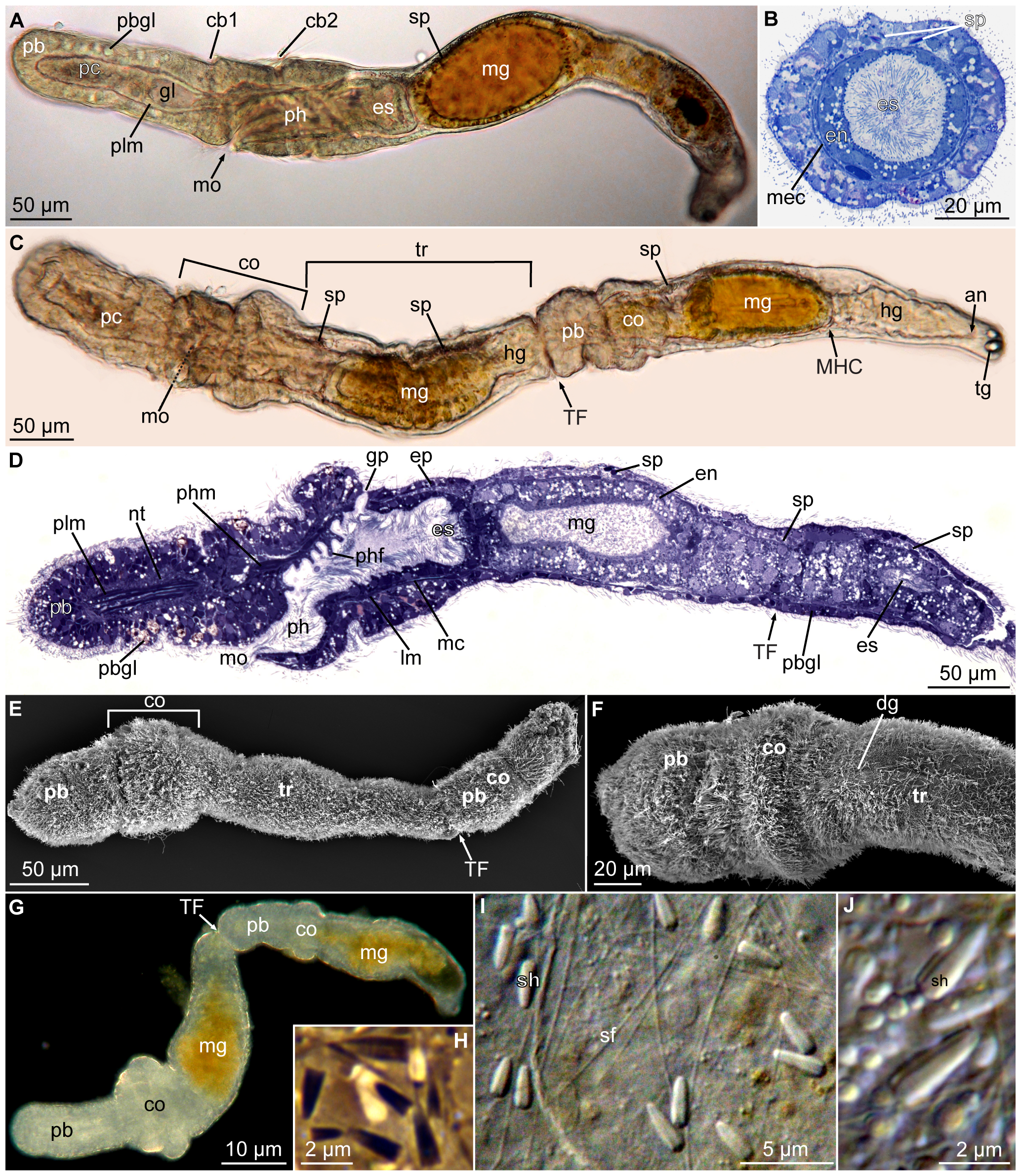
Meioglossus psammophilus, un Harrimaniidae
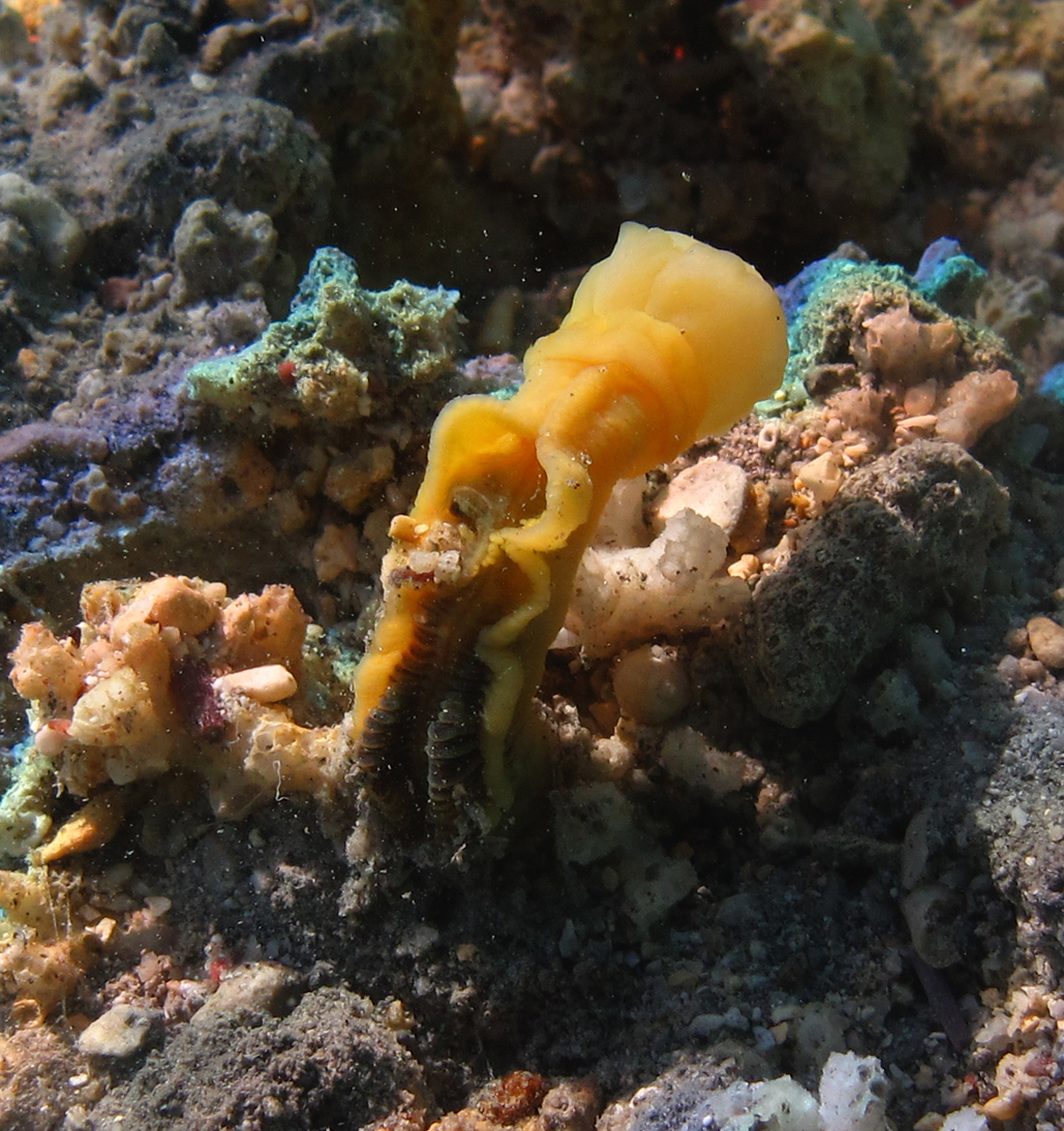
Balanoglossus sp., un Ptychoderidae

## Paléontologie
Le genre Oesia, fossile daté du Cambrien des schistes de Burgess, est interprété par certains auteurs[Lesquels ?] comme un entéropneuste[réf. nécessaire].